# Bleiphosphat
Bleiphosphat ist eine chemische Verbindung aus der Gruppe der Phosphate.

## Vorkommen
Bei Vergiftungen mit Blei oder seinen Verbindungen wird dieses in Form von Bleiphosphat in den Knochen abgelagert. Blei zeigt bei Freisetzung in der Natur eine ausgeprägte Tendenz zur Anreicherung im Boden, wodurch es dort bei entsprechender Kontamination auch als schwerlösliches Bleiphosphat zu finden ist.

## Gewinnung und Darstellung
Bleiphosphat kann durch Reaktion von Bleiacetat oder Bleinitrat mit Natriumphosphat gewonnen werden.
{\displaystyle \mathrm {3\ Pb(NO_{3})_{2}+2\ Na_{3}PO_{4}\ \longrightarrow \ Pb_{3}(PO_{4})_{2}+6\ NaNO_{3}} }

## Sicherheitshinweise
Bleiphosphat ist als Reproduktionstoxisch Kategorie 1A und mit einer Spezifischen Zielorgan-Toxizität (STOT) der Kategorie 2 eingestuft.
Die MAK-Kommission stuft Blei und seine Verbindungen als krebserzeugend, Kategorie 4 ein.